# Larressingle
Larressingle (prononcé [laʁəsɛ̃ɡl] ; Larressingla en gascon) est une commune française située dans le nord du département du Gers en région Occitanie. Sur le plan historique et culturel, la commune est dans le Condomois, une ancienne circonscription de la province de Gascogne ayant titre de comté.
Exposée à un climat océanique altéré, elle est drainée par l'Osse et par divers autres petits cours d'eau.
Larressingle est une commune rurale qui compte 213 habitants en 2022.  Elle fait partie de l'aire d'attraction de Condom. Ses habitants sont appelés les Larressinglois ou  Larressingloises.
Le patrimoine architectural de la commune comprend six immeubles protégés au titre des monuments historiques : le château, classé en 1922, l'enceinte, inscrite en 1947 et classée en 1950, une croix, inscrite en 1950, l'église Saint-Sigismond, classée en 1988, le pigeonnier du Peneau, classé en 1988, et le pont d'Artigues, inscrit en 2017.

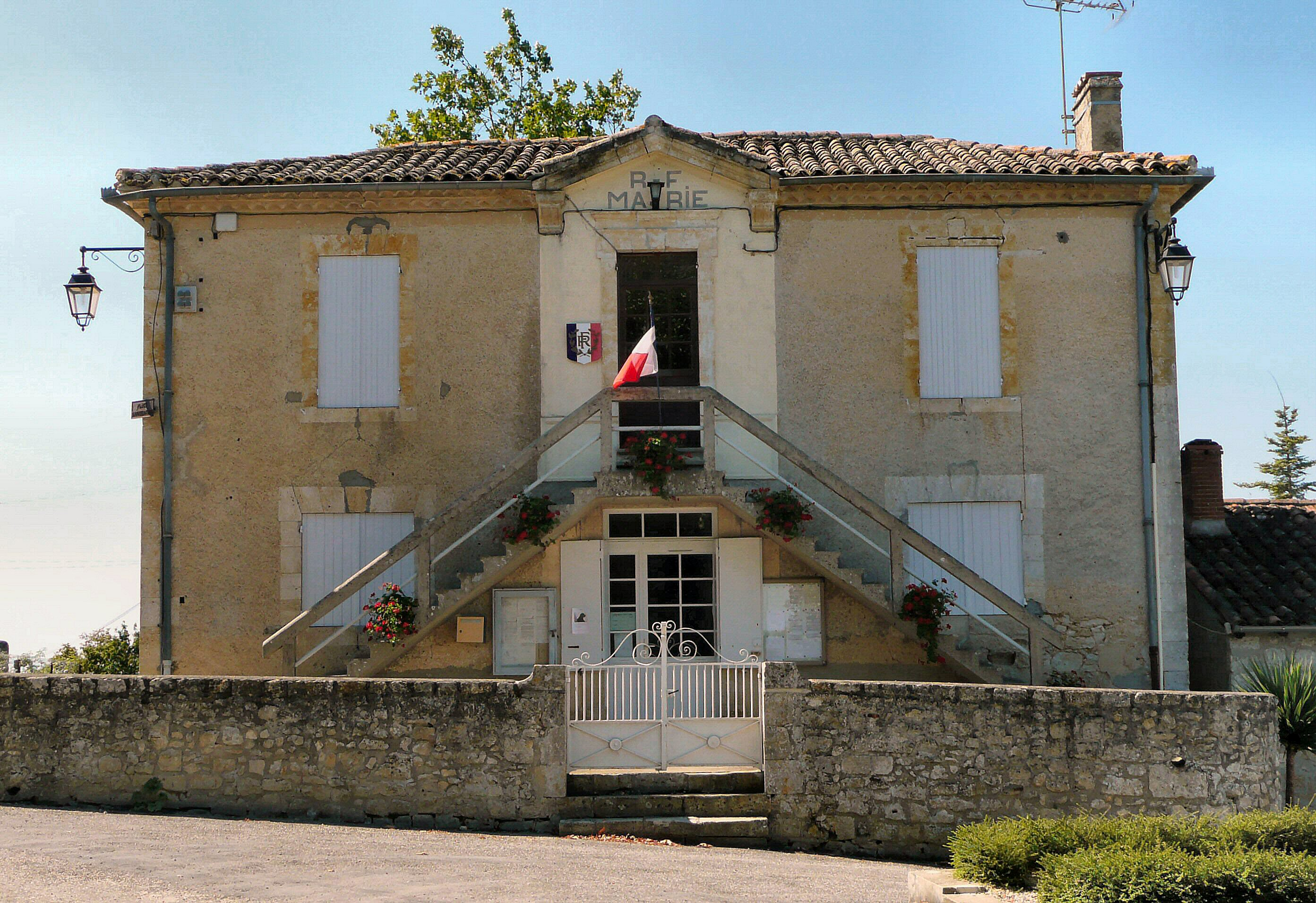
La Mairie.

## Géographie

### Localisation
Le village de Larressingle est situé à 6 km à l'ouest de Condom dans la vallée de l'Osse. Il surgit au-dessus de vignes qui produisent de l'armagnac.
La commune fait partie de l'aire d'attraction de Condom.

### Communes limitrophes
Les communes limitrophes sont  Beaumont, Cassaigne, Condom, Larroque-sur-l'Osse et Mouchan.
|          | Larroque-sur-l'Osse |           |
| Beaumont | Larressingle        | Condom    |
|          | Mouchan             | Cassaigne |

### Géologie et relief
Larressingle se situe en zone de sismicité 1 (sismicité très faible).

### Hydrographie

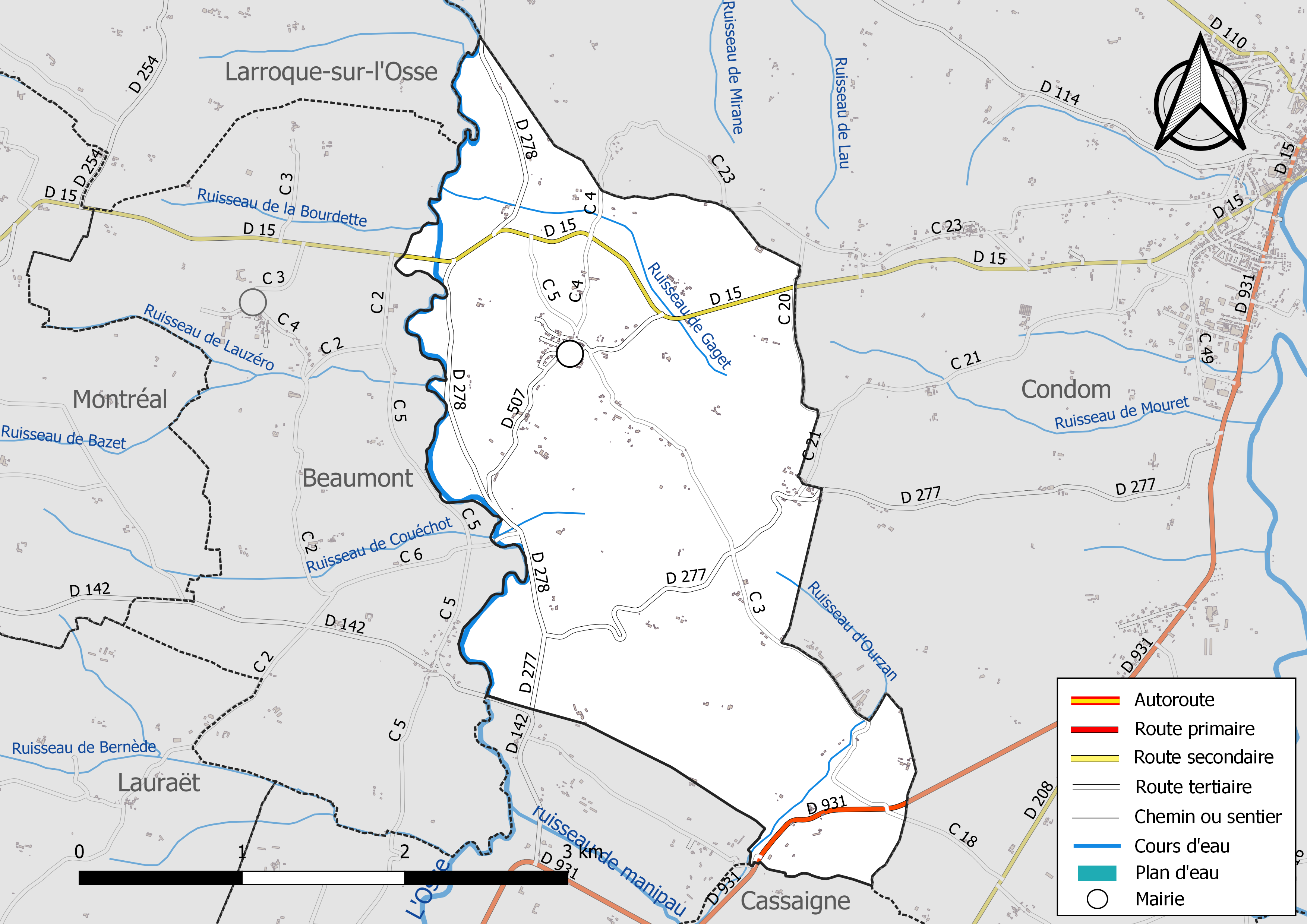
Réseaux hydrographique et routier de Larressingle.

La commune est dans le bassin de la Garonne, au sein du bassin hydrographique Adour-Garonne. Elle est drainée par l'Osse et les ruisseaux de Couéchot, de Gaget, de la Bourdette, de la Marian et d'Ourzan, qui constituent un réseau hydrographique de 9 km de longueur totale,.
L'Osse, d'une longueur totale de 120,3 km, prend sa source dans la commune de Bernadets-Debat et s'écoule vers le nord. Il traverse la commune et se jette dans la Gélise à Andiran, après avoir traversé 36 communes.

### Climat
Pour des articles plus généraux, voir Climat de l'Occitanie et Climat du Gers.
En 2010, le climat de la commune est de type climat du Bassin du Sud-Ouest, selon une étude s'appuyant sur une série de données couvrant la période 1971-2000. En 2020, Météo-France publie une typologie des climats de la France métropolitaine dans laquelle la commune est exposée à un climat océanique altéré et est dans la région climatique Aquitaine, Gascogne, caractérisée par une pluviométrie abondante au printemps, modérée en automne, un faible ensoleillement au printemps, un été chaud (19,5 °C), des vents faibles, des brouillards fréquents en automne et en hiver et des orages fréquents en été (15 à 20 jours).
Pour la période 1971-2000, la température annuelle moyenne est de 13,5 °C, avec une amplitude thermique annuelle de 15,4 °C. Le cumul annuel moyen de précipitations est de 782 mm, avec 10 jours de précipitations en janvier et 6,1 jours en juillet. Pour la période 1991-2020, la température moyenne annuelle observée sur la station météorologique la plus proche, située sur la commune de Condom à 5 km à vol d'oiseau, est de 13,9 °C et le cumul annuel moyen de précipitations est de 703,8 mm,. Pour l'avenir, les paramètres climatiques de la commune estimés pour 2050 selon différents scénarios d’émission de gaz à effet de serre sont consultables sur un site dédié publié par Météo-France en novembre 2022.

### Milieux naturels et biodiversité
Aucun espace naturel présentant un intérêt patrimonial dans la commune n'est recensé au sein de l'inventaire national du patrimoine naturel,,.

## Urbanisme

### Typologie
Au 1er janvier 2024, Larressingle est catégorisée commune rurale à habitat très dispersé, selon la nouvelle grille communale de densité à sept niveaux définie par l'Insee en 2022.
Elle est située hors unité urbaine. Par ailleurs la commune fait partie de l'aire d'attraction de Condom, dont elle est une commune de la couronne,. Cette aire, qui regroupe 23 communes, est catégorisée dans les aires de moins de 50 000 habitants,.

### Occupation des sols
L'occupation des sols de la commune, telle qu'elle ressort de la base de données européenne d’occupation biophysique des sols Corine Land Cover (CLC), est marquée par l'importance des territoires agricoles (100 % en 2018), une proportion identique à celle de 1990 (100 %). La répartition détaillée en 2018 est la suivante : 
zones agricoles hétérogènes (54,9 %), terres arables (43 %), cultures permanentes (2,2 %). L'évolution de l’occupation des sols de la commune et de ses infrastructures peut être observée sur les différentes représentations cartographiques du territoire : la carte de Cassini (XVIIIe siècle), la carte d'état-major (1820-1866) et les cartes ou photos aériennes de l'IGN pour la période actuelle (1950 à aujourd'hui).

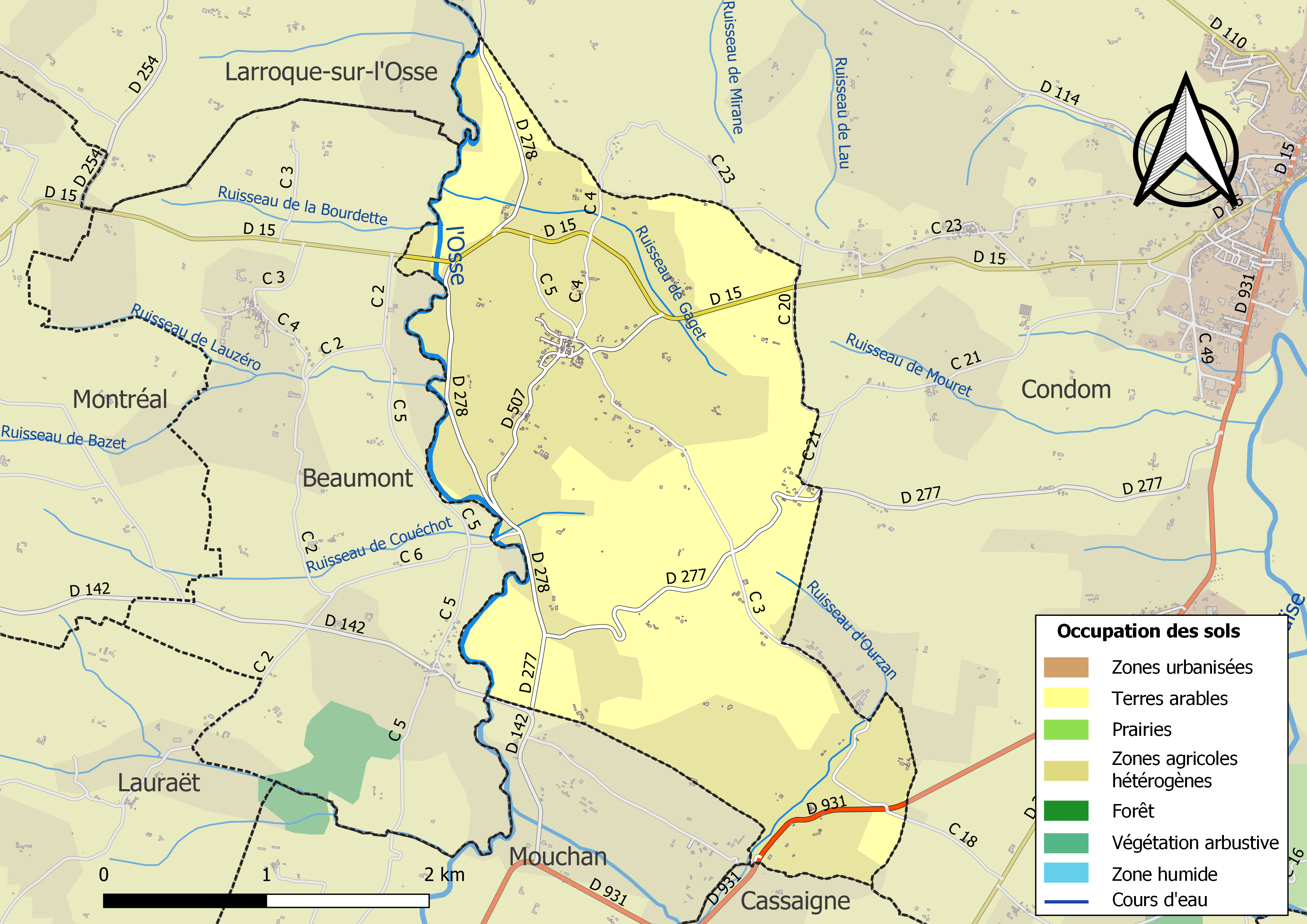
Carte des infrastructures et de l'occupation des sols de la commune en 2018 (CLC).

### Risques majeurs
Le territoire de la commune de Larressingle est vulnérable à différents aléas naturels : météorologiques (tempête, orage, neige, grand froid, canicule ou sécheresse) et séisme (sismicité très faible). Un site publié par le BRGM permet d'évaluer simplement et rapidement les risques d'un bien localisé soit par son adresse soit par le numéro de sa parcelle.

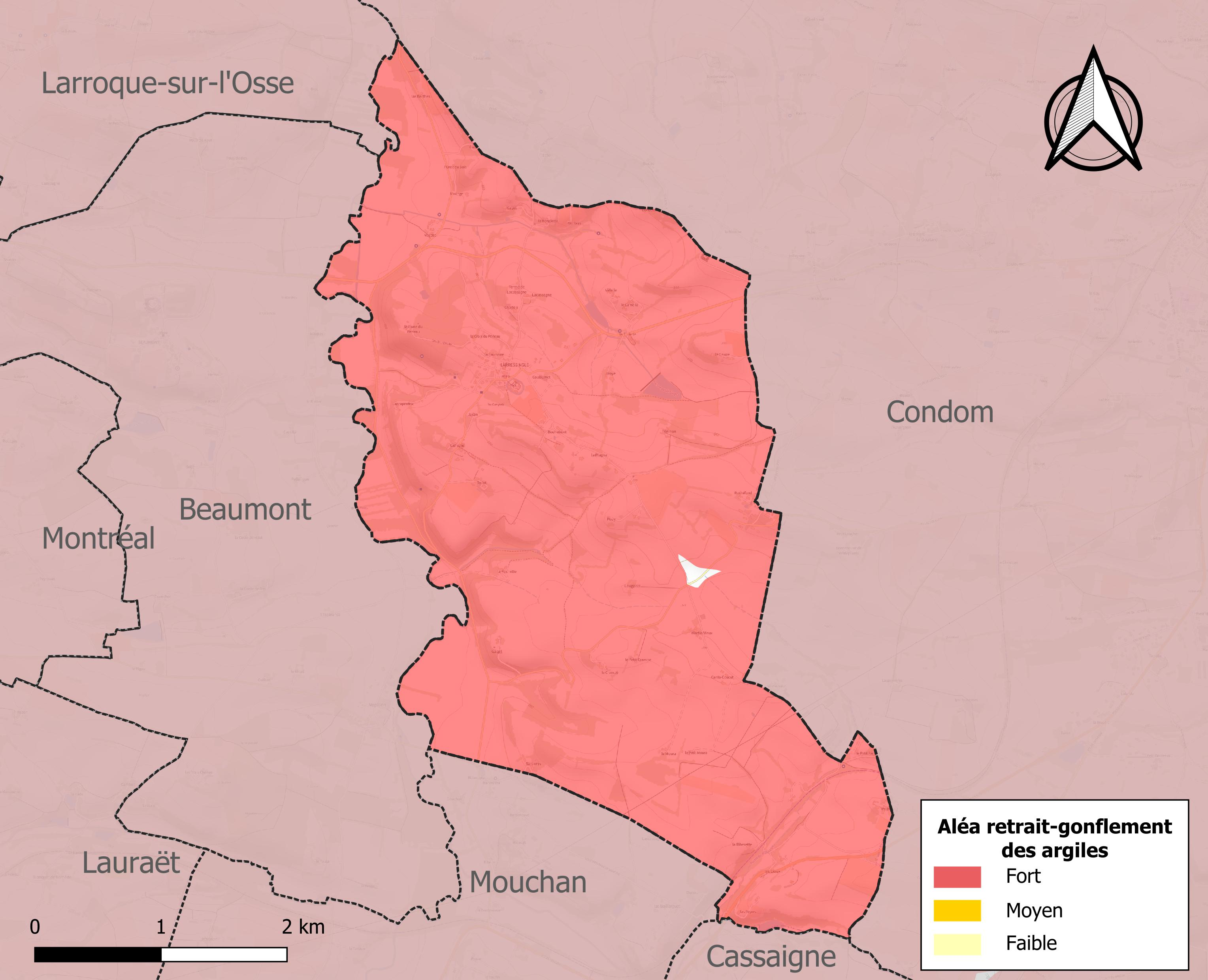
Carte des zones d'aléa retrait-gonflement des sols argileux de Larressingle.

Le retrait-gonflement des sols argileux est susceptible d'engendrer des dommages importants aux bâtiments en cas d’alternance de périodes de sécheresse et de pluie. 99,8 % de la superficie communale est en aléa moyen ou fort (94,5 % au niveau départemental et 48,5 % au niveau national). Sur les 129 bâtiments dénombrés sur la commune en 2019, 129 sont en aléa moyen ou fort, soit 100 %, à comparer aux 93 % au niveau départemental et 54 % au niveau national. Une cartographie de l'exposition du territoire national au retrait gonflement des sols argileux est disponible sur le site du BRGM,.
Par ailleurs, afin de mieux appréhender le risque d’affaissement de terrain, l'inventaire national des cavités souterraines permet de localiser celles situées sur la commune.
La commune a été reconnue en état de catastrophe naturelle au titre des dommages causés par les inondations et coulées de boue survenues en 1999, 2000 et 2009. Concernant les mouvements de terrains, la commune a été reconnue en état de catastrophe naturelle au titre des dommages causés par la sécheresse en 1989, 2002 et 2017 et par des mouvements de terrain en 1999.

## Toponymie
D'après la légende, ce village fortifié du XIIIe siècle tirerait son nom de l'époque gallo-romaine. Une unité de la légion romaine se heurtant à la résistance de la population locale aurait reçu de son commandant l'ordre de manœuvrer «RETRO SINGULI», soit en arrière un par un.
Une autre étymologie serait liée au latin « Cingulum », enceinte de donjon féodal et à la syllabe « re », réfection, reconstruction pour devenir aujourd'hui Larressingle.

## Histoire

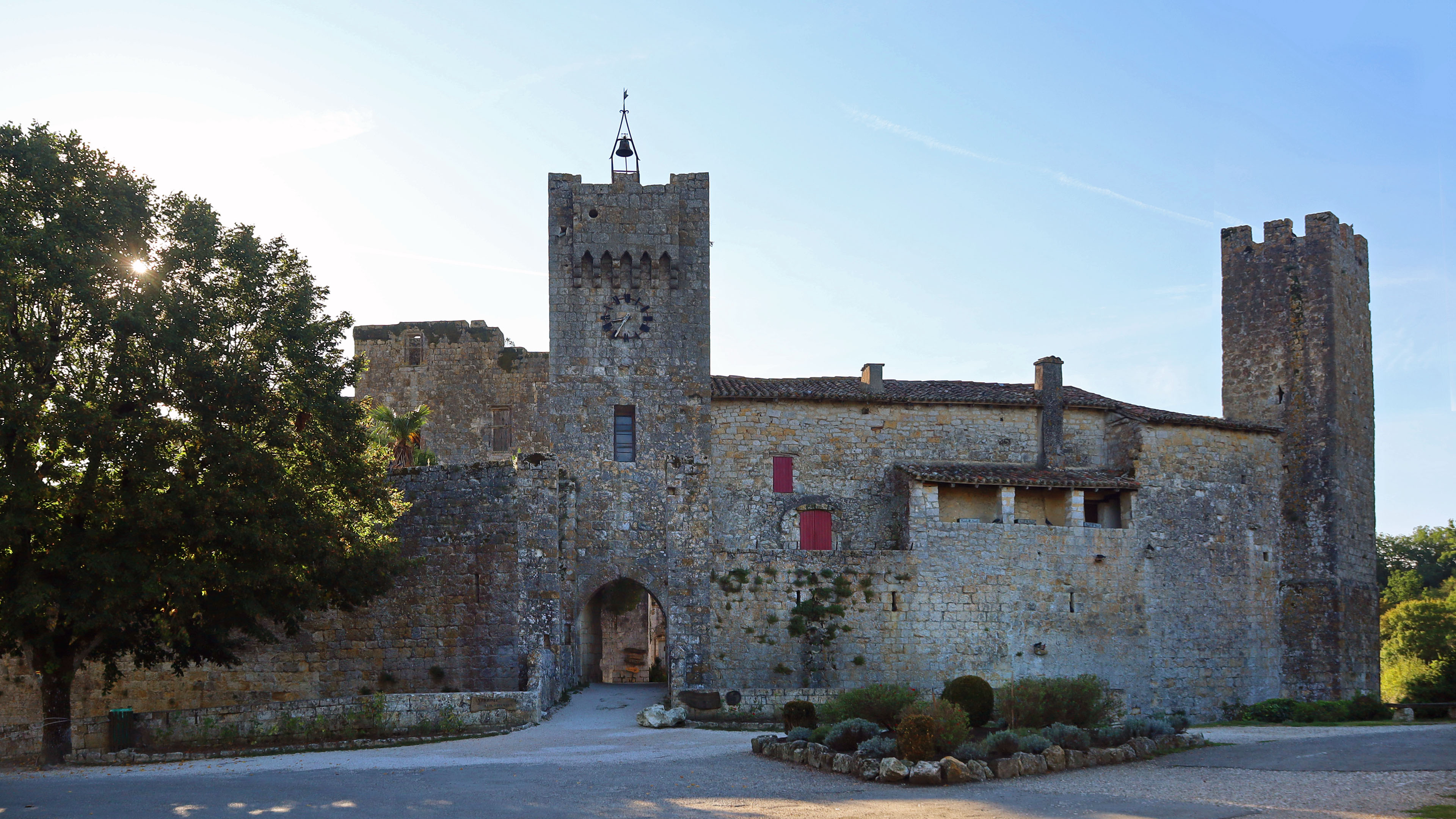
L'entrée de l'enceinte fortifiée.

Larressingle entre dans l'histoire au début du XIe siècle. L'abbé Hugues de Gascogne, fondateur de l'abbaye de Condom, est héritier de son père Gombaud, duc de Gascogne et évêque de Gascogne, descendant des Ducs de Gascogne. Devenu évêque d'Agen et de Bazas, il laisse sa charge abbatiale de Condom et fait don à son successeur de ses terres de Larressingle et de l'église Saint-Sigismond. La possession de l'église et de la villa est confirmée en 1163 et 1245 par les bulles des papes Alexandre III et Innocent IV. C'est ainsi que les abbés puis les évêques de Condom sont devenus les seigneurs des lieux.
Au XIIe siècle, on remplace l'église primitive par une église à l'ouvrage défensif. Au XIIIe siècle, la couronne de France et d'Angleterre se disputent l'Aquitaine. On voit alors dans la région, les bourgs se fortifier (Sauvetés, Bastides). Ce sont les abbés de Condom qui font réaliser cette forteresse. Le cartulaire attribue la fin de la construction des tours à l'avant-dernier abbé de Condom, Arnaud Othon de Lomagne, dans la seconde moitié du XIIIe siècle, qui a aussi construit une partie du château de Cassaigne.
Le 20 juin 1285, son successeur, Auger d'Anduran, abbé de Condom entre 1285 et 1305, conclut un acte de paréage et le roi d'Angleterre, Édouard Ier dans lequel il est traité du castrum de Retrosingula. L'abbé fit exhausser les tours de l'enceinte. La construction du château avait probablement comme but de protéger Condom des agressions pouvant venir de l'ouest, mais il pouvait aussi servir aux abbés à se protéger des habitants de Condom qui étaient souvent en opposition avec eux pour leurs droits. Dans cet acte de paréage, l'abbé fait participer le roi d'Angleterre pour rendre la justice dans la ville de Condom, le château de Larressingle et leurs dépendances.
Le roi fait de même avec l'abbé pour le château de Goalard et ses dépendances. Deux baillis, l'un nommé par le roi, l'autre par l'abbé, sont chargés de rendre la justice dans l'ensemble de ce bailliage. L'abbé partage avec le roi le droit de créer des consuls, jurats et notaires, et de recevoir de nouveaux habitants à Condom et à Larressingle. Le roi s'engage à protéger l'abbé de toute rébellion des habitants de Condom. La garnison de Larressingle a dû être fournie par le roi d'Angleterre à partir de cette date. Cet acte de paréage n'a pas mis fin aux oppositions entre les abbés, puis les évêques qui leur succèdent, avec les consuls.
Larressingle a pu avoir un bailli spécial, comme en 1324, Arnaud de Floris qui est bailli de Larressingle.
Le château de Larressingle ne semble pas avoir joué de rôle militaire pendant la Guerre de Cent Ans. Le compte consulaire de Montréal signale pour l'année 1412, en juin, le passage de la compagnie de routiers du capitaine "Nicolo lo Basquo", avant de camper devant Montréal.
À partir de 1587, la ville de Condom va entretenir à Larressingle une modeste garnison de trois hommes. Le village ne sera pas attaquée avant 1589. Année durant laquelle la petite garnison ne put empêcher les Ligueurs de s'emparer par surprise de Larressingle. Antoine-Arnaud de Pardaillan de Gondrin, seigneur de Montespan, s'en rend dès lors maître. Les ligueurs vont alors utiliser Larressingle comme base afin de réaliser leurs razzias et méfaits jusqu'en 1596. Les consuls de Condom et le sénéchal d'Agenais ne purent arriver à les déloger.
En juin 1590 les consuls condomois entreprirent de discuter avec le sieur de Montespan pour lui faire quitter la place. Celui-ci accepta pour 2000 écus. Le maréchal de Matignon valida cet accord et envoya des commissaires pour faire démanteler Larressingle, Vic et Nogaro mais Montespan changea d'avis. En juillet 1590, il demanda 2000 écus supplémentaires à payer par le pays d'Armagnac ; ce que refusa le maréchal de Matignon. Montespan demanda ensuite 3000 écus pour ne pas inquiéter les habitants de Condom et de la juridiction, et s'engageait à démanteler Larressingle après le démantèlement de Vic et Nogaro, puis, finalement, refusa de discuter de la reddition de Larressingle, en s'engageant, en décembre 1590, de procurer "le soulagement du peuble, du laboureur et de son bestailh".
Le 3 mars 1591, le marquis de Villars qui commande les ligueurs du pays signe un traité "pour la liberté du laboureur, son bestail, et pour toutz ceulx qui de portent point les armes que pour la deffence des villes et maisons d'où ilz sont domiciliés". Le maréchal de Matignon refusa cet accord qui ne concernait que le Condomois et l'Armagnac.
En 1594, Montespan est encore à Larressingle, Valence et Mirande. Mais en juillet 1594, il fait savoir qu'il voulait "se rendre serviteur de Sa Majesté". Finalement Montespan n'évacua Larressingle qu'en 1596. Il fait la même année sa soumission au roi Henri IV. Le 12 mai 1597, Montespan prêtait serment aux consuls de Condom en sa qualité de sénéchal d'Agenais. Larressingle n'a plus joué de rôle militaire, même pendant la Fronde.
Dès le XVIIe siècle, le château est délaissé par les évêques au profit de celui de Cassaigne plus moderne. Et c'est à la fin du XVIIIe siècle que Mgr d'Anterroches, dernier évêque de Condom, fait démonter la toiture et transporter les bois de charpente à Cassaigne. Vendu comme bien national, il est dépecé et vidé. C'est alors que le village lui-même tombe dans l'oubli. Petit et peu commode, on habite plus facilement à l'extérieur.
Au début du XXe siècle, la forteresse est vouée à disparaître. Seules trois maisons sont habitées, les autres transformées en grange ou abandonnées, perdent toitures et pierres. Le village doit sa restauration à l'initiative du duc de Trévise qui fonde un comité de sauvegarde auprès de financiers de Boston qui alimenteront les caisses jusqu'en 1938.

## Politique et administration
| Période                                  | Période  | Identité          | Étiquette | Qualité               |
| ---------------------------------------- | -------- | ----------------- | --------- | --------------------- |
| avant 1981                               | ?        | François Brach    | PS        |                       |
| 2001                                     | 2008     | Maurice Papelorey | DVD       | Négociant en Armagnac |
| 2008                                     | En cours | Xavier Fernandez  | DVD       | Employé en Assurances |
| Les données manquantes sont à compléter. |          |                   |           |                       |

## Population et société

### Démographie
L'évolution du nombre d'habitants est connue à travers les recensements de la population effectués dans la commune depuis 1793. Pour les communes de moins de 10 000 habitants, une enquête de recensement portant sur toute la population est réalisée tous les cinq ans, les populations de référence des années intermédiaires étant quant à elles estimées par interpolation ou extrapolation. Pour la commune, le premier recensement exhaustif entrant dans le cadre du nouveau dispositif a été réalisé en 2006.

En 2022, la commune comptait 213 habitants, en évolution de −0,93 % par rapport à 2016 (Gers : +1,04 %, France hors Mayotte : +2,11 %).
| 1793 | 1800 | 1806 | 1821 | 1831 | 1841 | 1846 | 1851 | 1856 |
| ---- | ---- | ---- | ---- | ---- | ---- | ---- | ---- | ---- |
| 292  | 327  | 305  | 317  | 306  | 322  | 305  | 312  | 355  |

| 1861 | 1866 | 1872 | 1876 | 1881 | 1886 | 1891 | 1896 | 1901 |
| ---- | ---- | ---- | ---- | ---- | ---- | ---- | ---- | ---- |
| 303  | 307  | 270  | 272  | 284  | 288  | 278  | 275  | 263  |

| 1906 | 1911 | 1921 | 1926 | 1931 | 1936 | 1946 | 1954 | 1962 |
| ---- | ---- | ---- | ---- | ---- | ---- | ---- | ---- | ---- |
| 246  | 225  | 203  | 228  | 247  | 226  | 223  | 213  | 187  |

| 1968 | 1975 | 1982 | 1990 | 1999 | 2006 | 2011 | 2016 | 2021 |
| ---- | ---- | ---- | ---- | ---- | ---- | ---- | ---- | ---- |
| 170  | 155  | 138  | 161  | 200  | 204  | 216  | 215  | 211  |

| 2022 | - | - | - | - | - | - | - | - |
| ---- | - | - | - | - | - | - | - | - |
| 213  | - | - | - | - | - | - | - | - |

## Économie

### Revenus
En 2018  (données Insee publiées en septembre 2021), la commune compte 88 ménages fiscaux, regroupant 205 personnes. La médiane du revenu disponible par unité de consommation est de 22 910 € (20 820 € dans le département).

### Emploi
|                | 2008  | 2013  | 2018  |
| -------------- | ----- | ----- | ----- |
| Commune        | 4,7 % | 7,8 % | 7 %   |
| Département    | 6,1 % | 7,5 % | 8,2 % |
| France entière | 8,3 % | 10 %  | 10 %  |

En 2018, la population âgée de 15 à 64 ans s'élève à 126 personnes, parmi lesquelles on compte 75 % d'actifs (68 % ayant un emploi et 7 % de chômeurs) et 25 % d'inactifs,. Depuis 2008, le taux de chômage communal (au sens du recensement) des 15-64 ans est inférieur à celui de la France et du département.
La commune fait partie de la couronne de l'aire d'attraction de Condom, du fait qu'au moins 15 % des actifs travaillent dans le pôle,. Elle compte 35 emplois en 2018, contre 20 en 2013 et 20 en 2008. Le nombre d'actifs ayant un emploi résidant dans la commune est de 88, soit un indicateur de concentration d'emploi de 39,1 % et un taux d'activité parmi les 15 ans ou plus de 54,4 %.
Sur ces 88 actifs de 15 ans ou plus ayant un emploi, 26 travaillent dans la commune, soit 30 % des habitants. Pour se rendre au travail, 85,6 % des habitants utilisent un véhicule personnel ou de fonction à quatre roues, 1,1 % les transports en commun, 2,2 % s'y rendent en deux-roues, à vélo ou à pied et 11,1 % n'ont pas besoin de transport (travail au domicile).

### Activités hors agriculture
18 établissements sont implantés  à Larressingle au 31 décembre 2019.
Le secteur du commerce de gros et de détail, des transports, de l'hébergement et de la restauration est prépondérant sur la commune puisqu'il représente 55,6 % du nombre total d'établissements de la commune (10 sur les 18 entreprises implantées  à Larressingle), contre 27,7 % au niveau départemental.

### Agriculture
La commune est dans le Ténarèze, une petite région agricole occupant le centre du département du Gers, faisant transition entre lʼAstarac “pyrénéen”, dont elle est originaire et dont elle prolonge et atténue le modelé, et la Gascogne garonnaise dont elle annonce le paysage. En 2020, l'orientation technico-économique de l'agriculture  sur la commune est la polyculture et/ou le polyélevage.
|               | 1988 | 2000 | 2010 | 2020 |
| ------------- | ---- | ---- | ---- | ---- |
| Exploitations | 18   | 15   | 12   | 13   |
| SAU (ha)      | 553  | 388  | 261  | 287  |

Le nombre d'exploitations agricoles en activité et ayant leur siège dans la commune est passé de 18 lors du recensement agricole de 1988  à 15 en 2000 puis à 12 en 2010 et enfin à 13 en 2020, soit une baisse de 28 % en 32 ans. Le même mouvement est observé à l'échelle du département qui a perdu pendant cette période 51 % de ses exploitations,. La surface agricole utilisée sur la commune a également diminué, passant de 553 ha en 1988 à 287 ha en 2020. Parallèlement la surface agricole utilisée moyenne par exploitation a baissé, passant de 31 à 22 ha.

## Culture locale et patrimoine

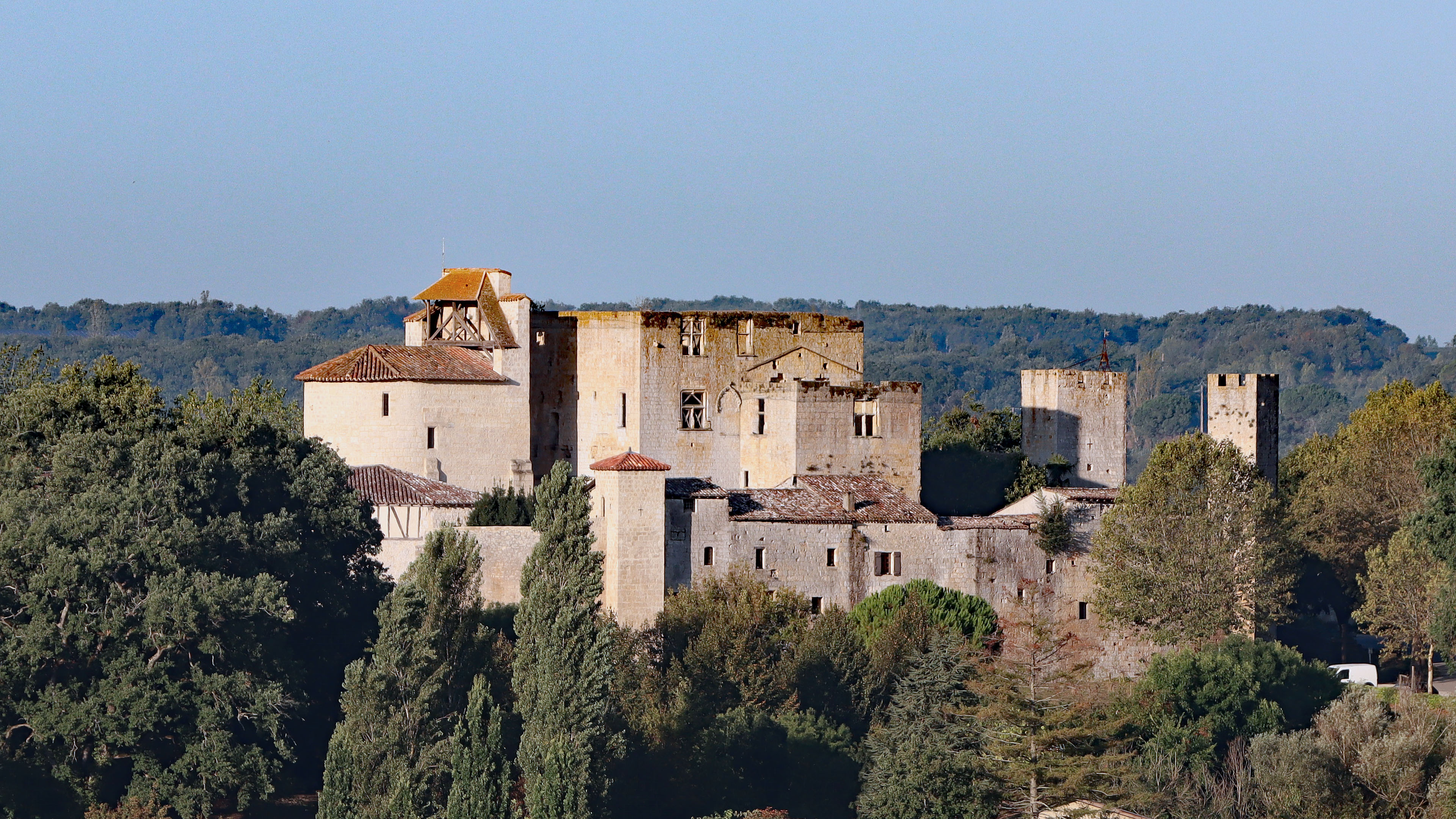
Vue depuis la route de Condom.
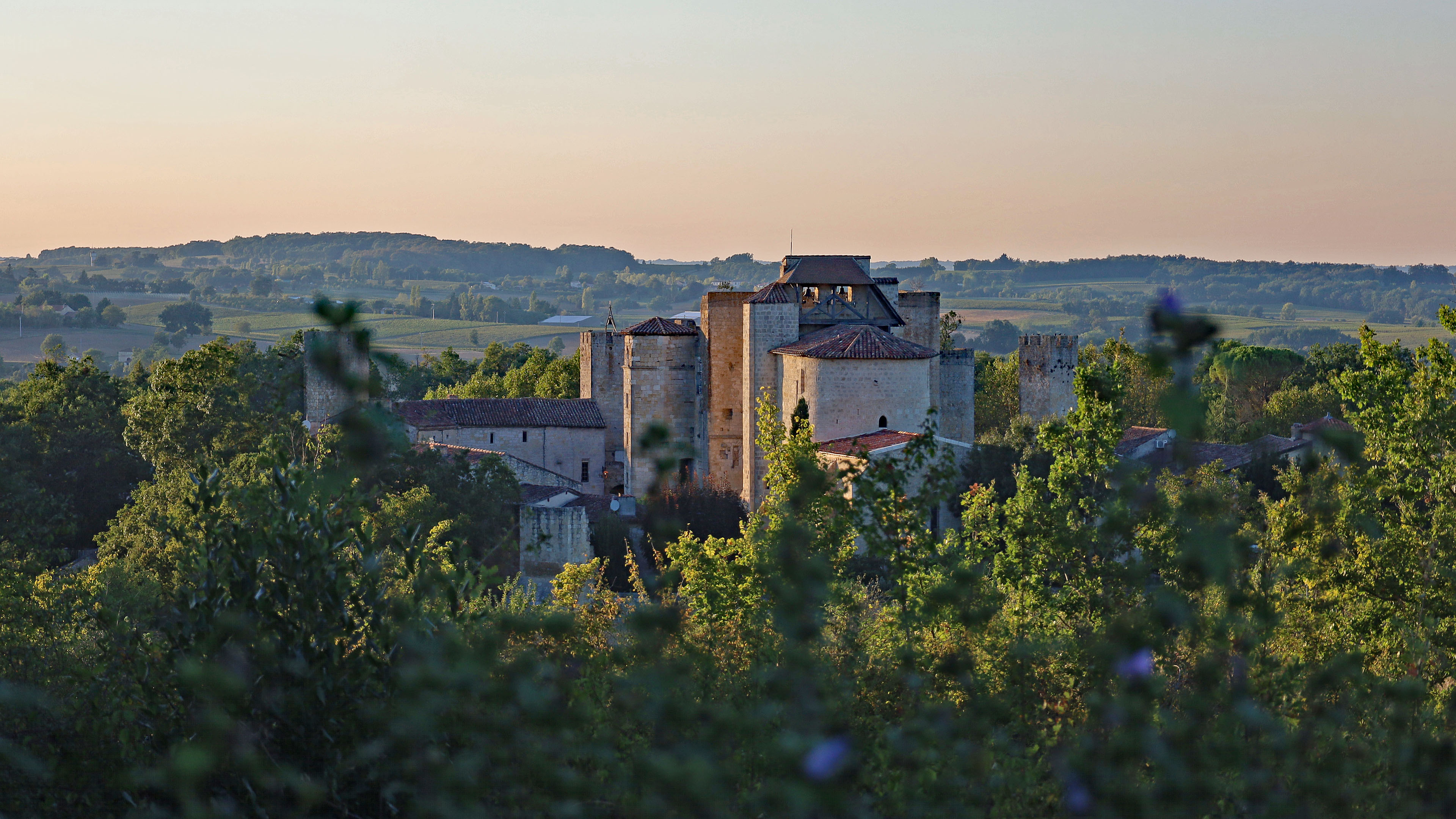
Vue du sud.
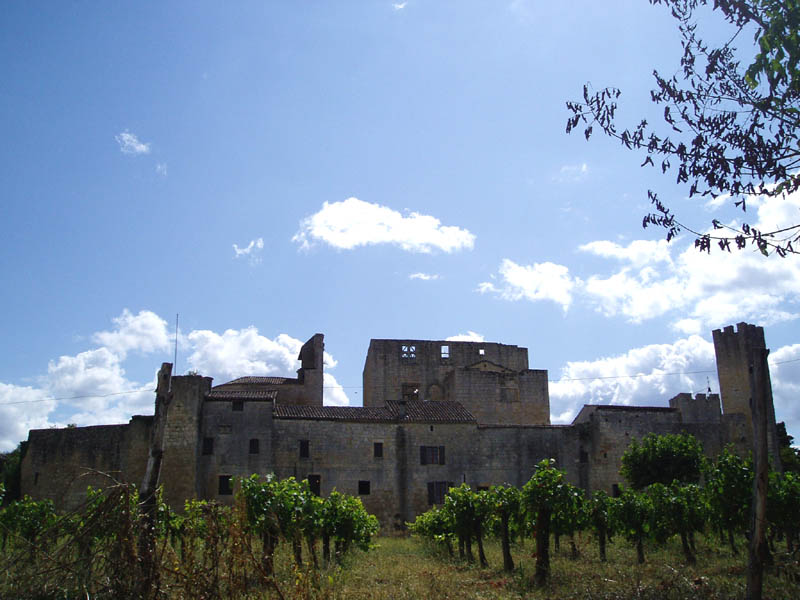
vue d'ensemble.
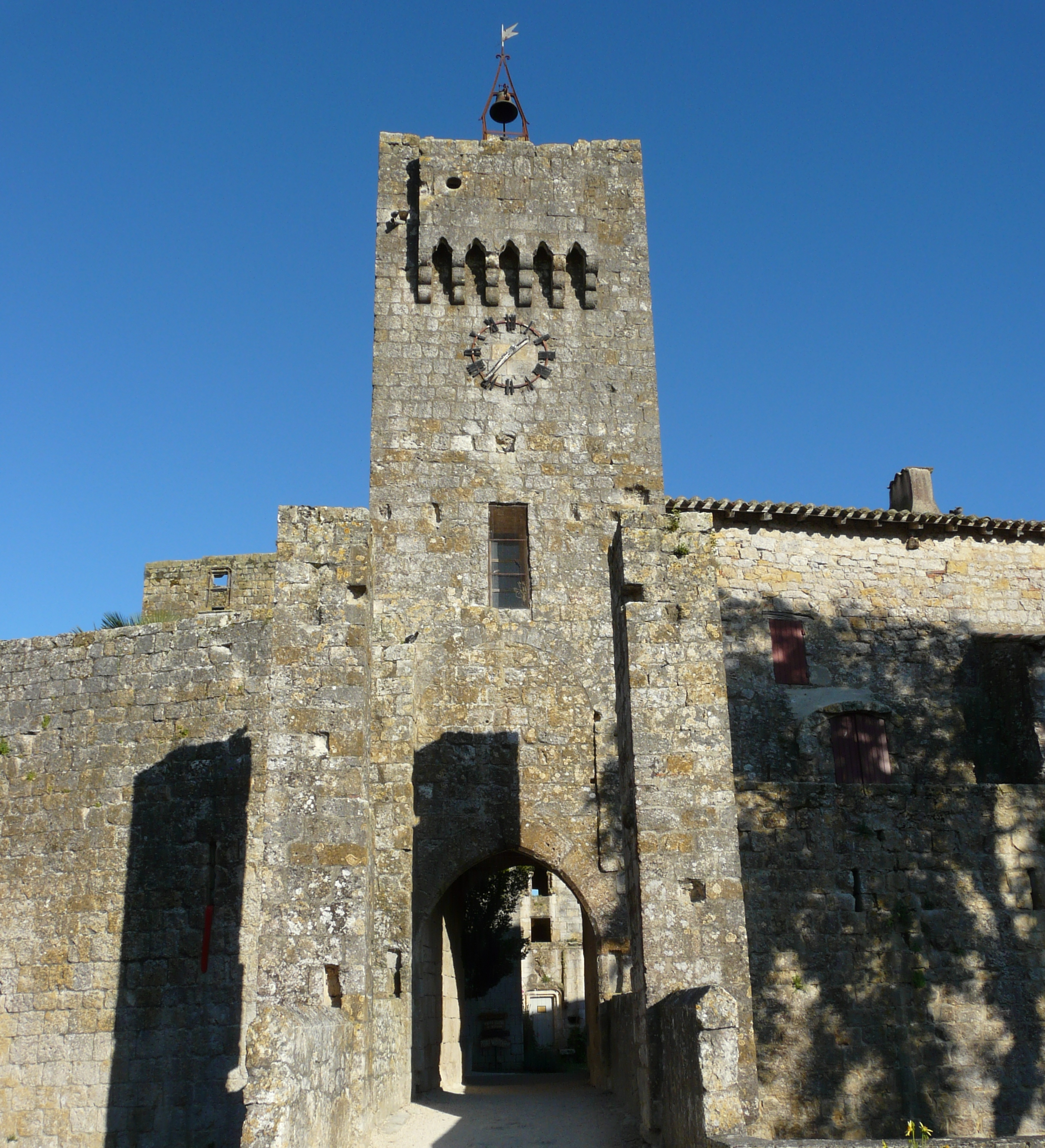
Entrée par le pont-levis.
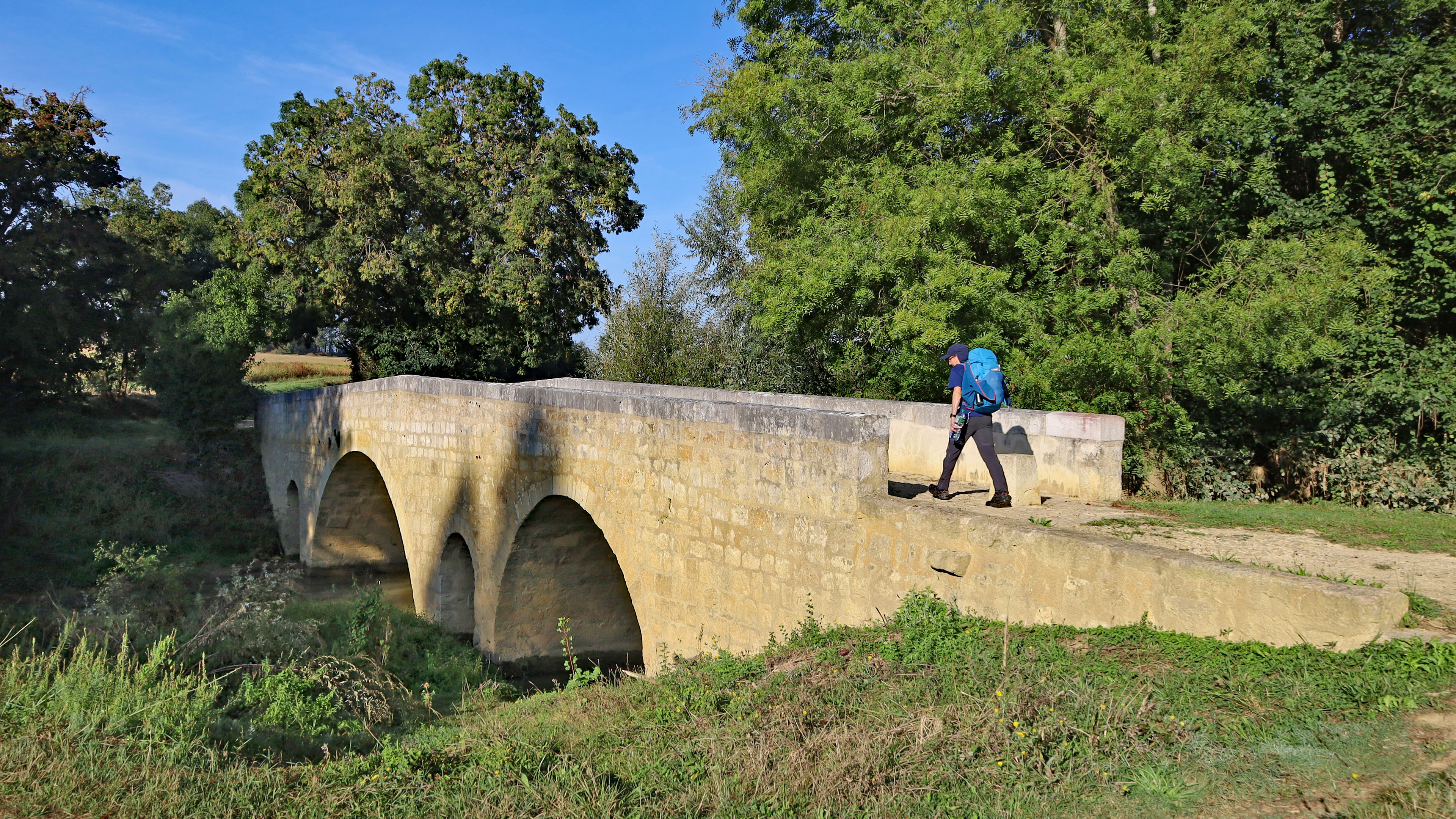
Le pont de Lartigue.

### Lieux et monuments
Larressingle est homologué comme un des « Plus Beaux villages de France » et accueille en moyenne chaque année 133 000 visiteurs.
Les remparts
Le village est ceint d'un rempart polygonal de 270 m de tour presque intact sauf à l'est. L'enceinte s'ouvre à l'ouest par une haute porte fortifiée à brêtèche. Le pont-levis qui le précédait est aujourd'hui remplacé par un pont fixe encadré de deux piliers étroits. Les murs parfois encore entourés de courtines et de créneaux sont renforcés par des tours carrées.
Le pont d'Artigues
Situé à proximité de Larressingle, il est classé au patrimoine mondial de l'UNESCO en tant que point de passage des chemins de Compostelle en France. C'est un ouvrage néo-roman de quatre arches qui reste l'un des rares témoins contemporains du chemin de Saint-Jacques-de-Compostelle. À proximité s'élevait un couvent qui a, aujourd'hui, disparu.
Le château-donjon
Sa masse trapézoïdale à quatre niveaux, flanquée d'une tourelle hexagonale, est percée de fenêtres géminées ou à meneaux ; l'intérieur, ruiné, laisse voir en surplomb quelques cheminées monumentales.
L'église Saint-Sigismond
Le château possède une église romane dédiée à saint Sigismond.
L'édifice datant du XIIe et XIIIe siècle est classé au titre objet des monuments historiques depuis 1988,.
À noter que la statue de saint Sigismond, réalisée à la fin du XIXe siècle ou au début du XXe siècle par la fabrique toulousaine de François-Dominique Monna, est une réduction du Vercingétorix d'Aimé Millet érigé en 1865 à Alise-Sainte-Reine, site du siège d'Alésia.

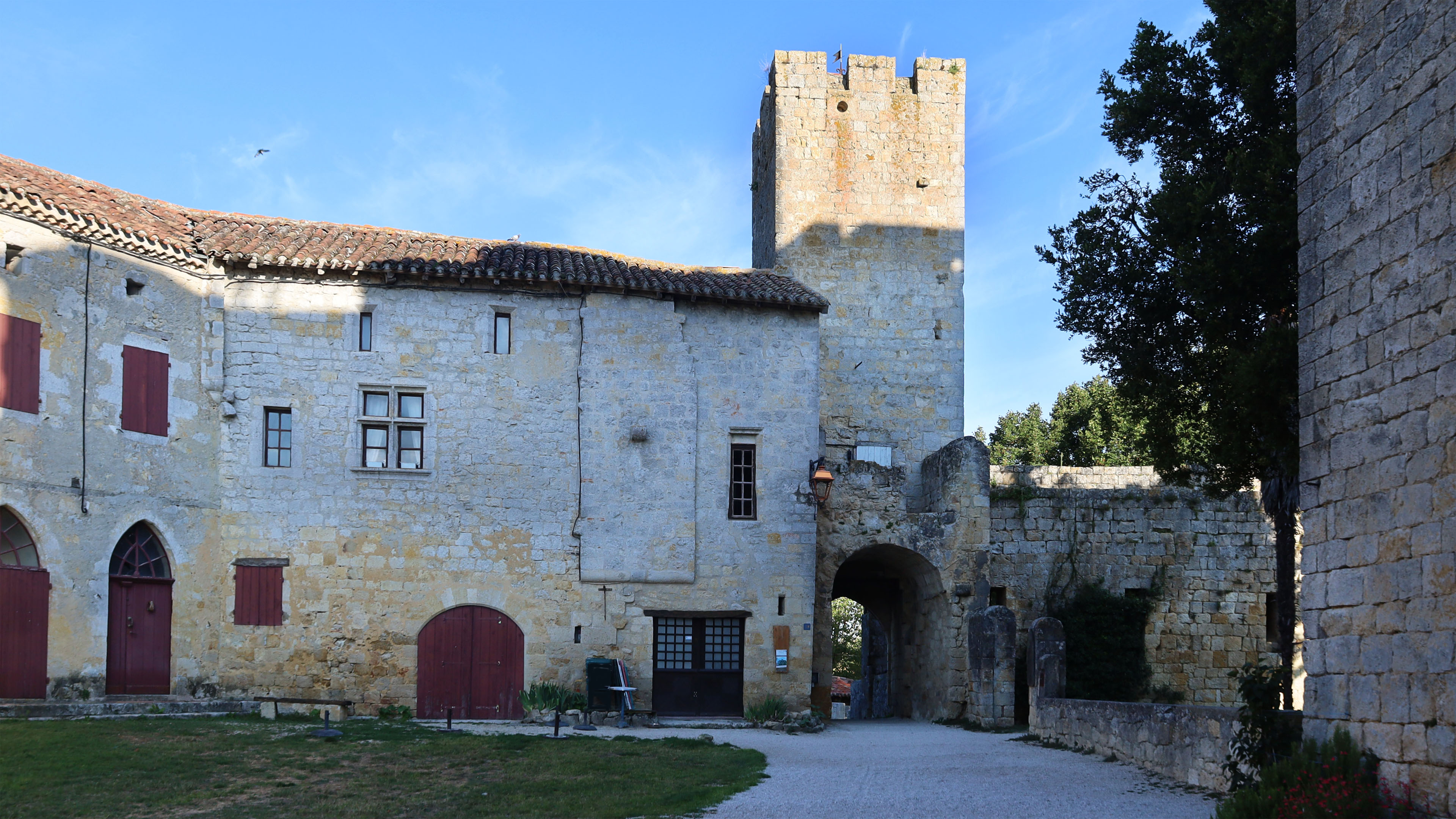
Intérieur de l'enceinte côté entrée.
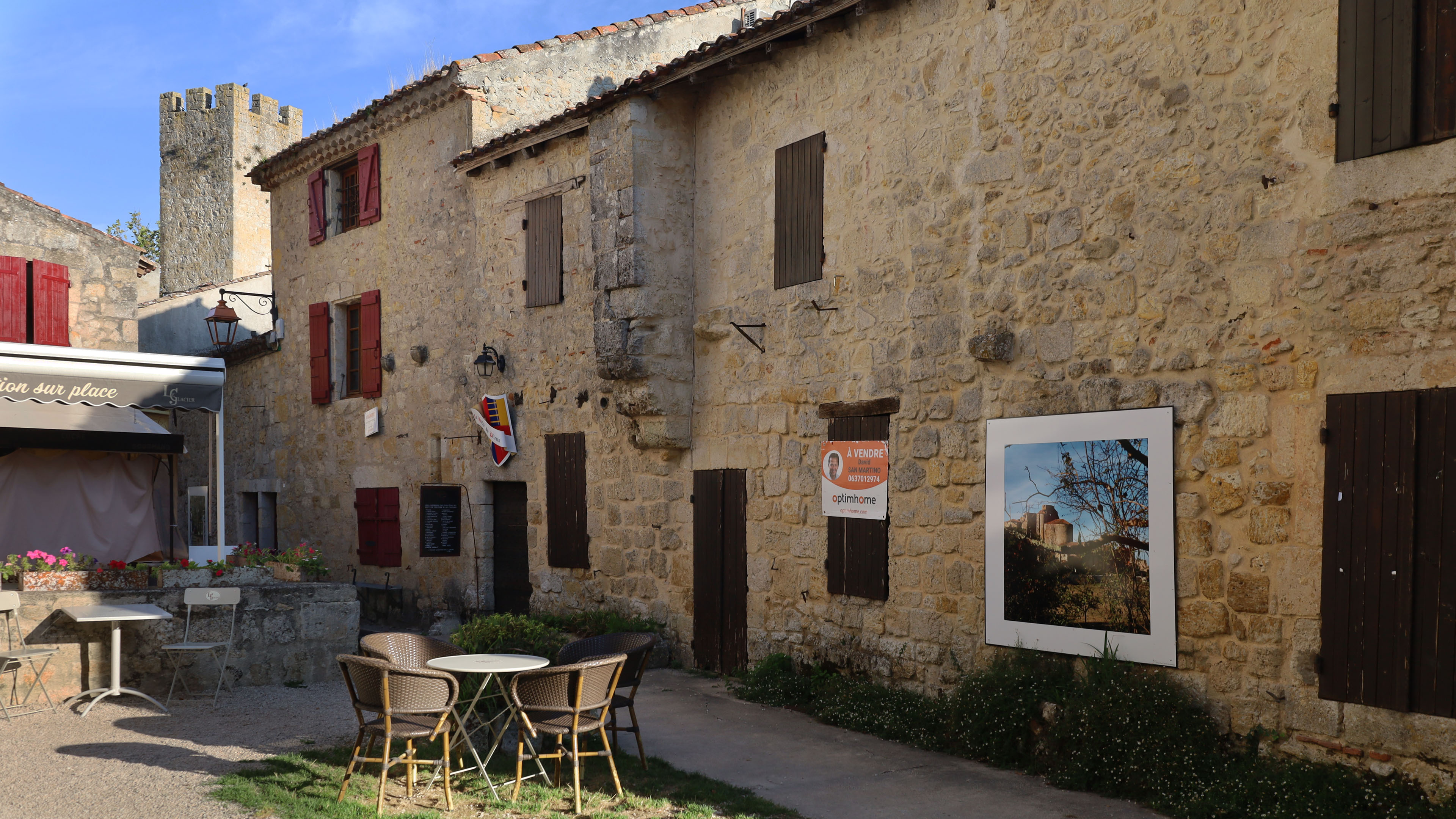
Petite place.
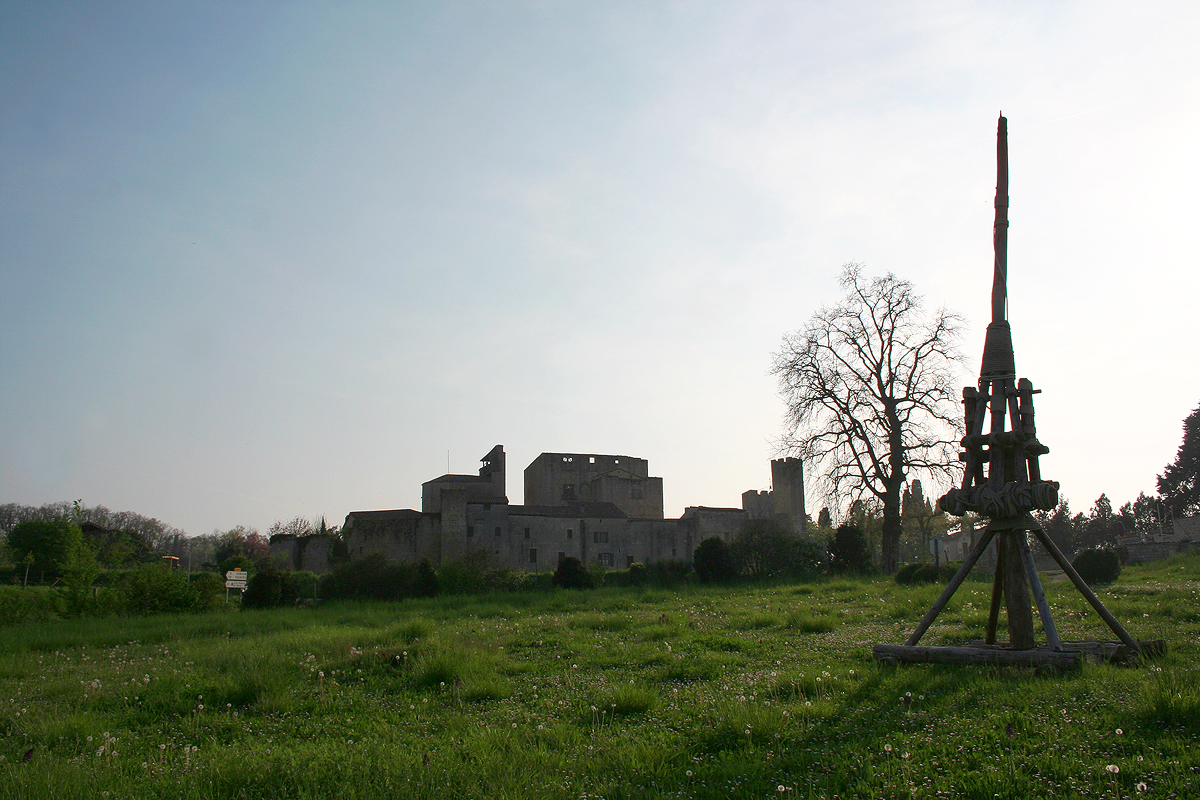
La cité des machines à Larressingle.
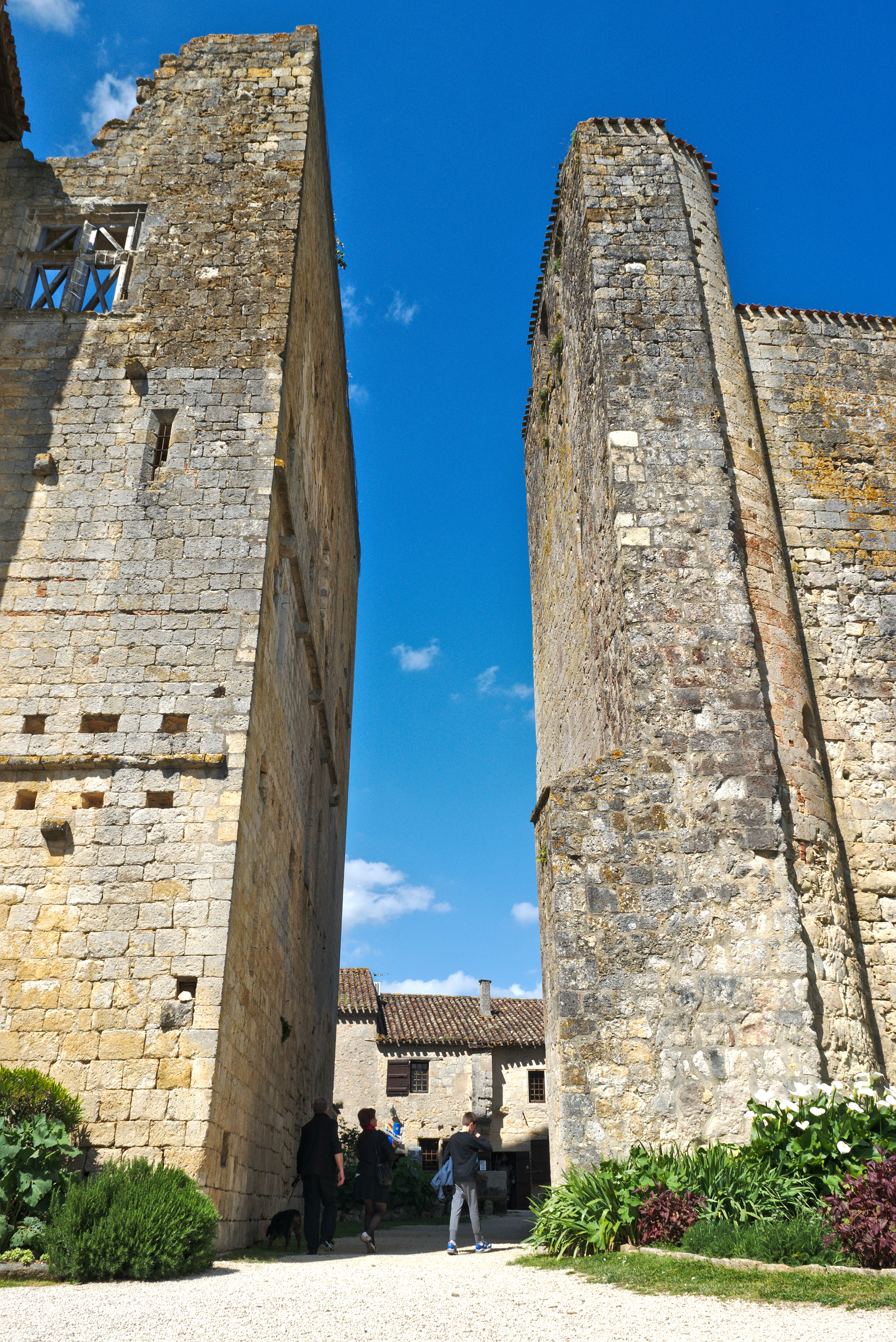
Château (à gauche) et église (à droite)
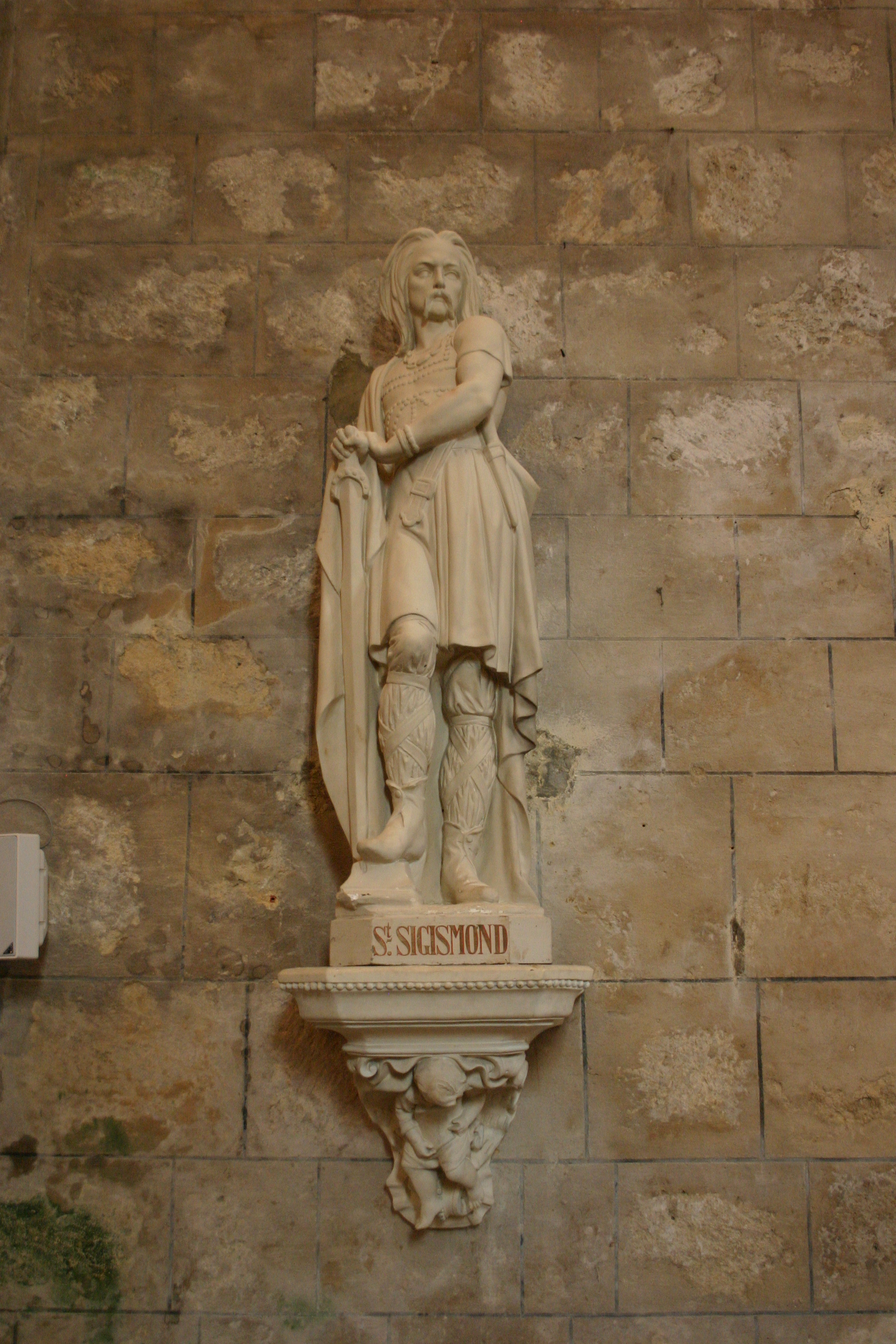
Statue de saint Sigismond.

Le camp de siège médiéval des machines du Moyen Âge
Un site touristique sous forme de reconstitution d'un camp médiéval s'est installé aux abords de la cité et accueille les visiteurs du 21 mars au 11 novembre. Cette animation permet de découvrir et de s'initier aux techniques de l’art de la guerre de siège avec reconstitution et démonstration de tir des engins de siège.
Une bastille en bois et une tour de siège protège le campement composé d'une palissade avec des machines de guerre. Sont ainsi présentés au public les machines de jet et l'artillerie à poudre ainsi que perrière, bricole, trébuchet, biffa ou couillard, bombardelle, couleuvrine, canon serpentine. Une catapulte est présentée au milieu du campement.
Les visiteurs peuvent faire tourner grue médiévale, cage à écureuil ou treuil à tambour et, de même, s'initier au tir à l'arc, à l'arbalète, découvrir la frappe de monnaie médiévale, la taille du boulet de pierre, revêtir une cotte de mailles de chevalier ou une tenue de princesse du Moyen Âge.
Le musée de la Halte du pèlerin
Le musée permet une évocation historique de la vie au Moyen Âge avec 50 personnages de cire en costumes d'époque.

### Personnalités liées à la commune
- Jean-Claude Malbet (1937-2021), joueur international de rugby à XV‌[35]

### Héraldique
| Blason de Larressingle | Blason  | De gueules au lion d'or.  |
| Blason de Larressingle | Détails | Adopté le 2 octobre 2015. |

### Le Pèlerinage de Compostelle
La commune de Larressingle est une des étapes du Pèlerinage de Saint-Jacques-de-Compostelle, hors du chemin de la Via Podiensis. Larressingle se situe, sur ce chemin, après Condom. La prochaine commune est Beaumont-sur-l'Osse et son Pont d'Artigues.